# Линд, Натали Элин
Натали Элин Линд (англ. Natalie Alyn Lind, род. 21 июня 1999, Торонто, Онтарио, Канада) — американская актриса. Наиболее известна по роли Сильвер Сент Клауд в телесериале «Готэм» и по роли Лорен Стракер в телесериале «Одарённые».

## Биография
Натали Элин Линд родилась в Торонто, провинция Онтарио, в творческой семье, её отец режиссёр и продюсер Джон Линд, а мать известная американская актриса Барбара Элин Вудс. У Натали есть две младших сестры, Эмили Элин Линд и Аливия Элин Линд, которые также стали актрисами. Свой телевизионный дебют состоялся в сериале «Холм одного дерева», когда ей было 4 года. После этого её стали звать в разные проекты, такие как: «Мыслить как преступник», «АйКарли», «Волшебники из Вэйверли Плэйс» и «Горячая точка». В 2013 году она получила второстепенную роль Данны Колдуэлл в телесериале «Голдберги» от телеканала «ABC». В 2015 году она получила роль Сильвер Сент Клауд в телесериале «Готэм». В мае 2017 году Натали получила главную роль Лорен Стракер в телесериале «Одарённые». В 2019 году получила роль Эшли Роуз Пруитт во втором сезоне сериала Расскажи мне сказку. В марте 2020 получила роль Даниэлы Салливан в сериале «Бескрайнее небо».

## Личная жизнь
Натали состоит в отношениях с Каем Кастером.

## Фильмография
| Год       |    | Русское название                                                | Оригинальное название                          | Роль                       |
| --------- | -- | --------------------------------------------------------------- | ---------------------------------------------- | -------------------------- |
| 2006      | с  | Холм одного дерева                                              | One Tree Hill                                  | Алисия                     |
| 2008      | с  | Армейские жены                                                  | Army Wives                                     | юная Рокси Леблан          |
| 2010      | ф  | Помеченный кровью                                               | Blood Done Sign My Name                        | Бу Тайсон                  |
| 2010      | ф  | Ба-бах                                                          | Kaboom                                         | жертва культа              |
| 2010      | с  | Горячая точка                                                   | Flashpoint                                     | Алексис Соболь             |
| 2010      | с  | АйКарли                                                         | iCarly                                         | Бри                        |
| 2010      | с  | Мыслить как преступник                                          | Criminal Minds                                 | Кайла Беннетт              |
| 2010      | тф | Ноябрьское Рождество                                            | November Christmas                             | племянница / пират         |
| 2011      | с  | Волшебники из Вэйверли Плэйс                                    | Wizards of Waverly Place                       | Мариса                     |
| 2012      | ф  | Порочная невинность                                             | Playdate                                       | Олив Валентайн             |
| 2013      | ф  | Дорогой немой дневник                                           | Dear Dumb Diary                                | Клэр Вандержид             |
| 2013—2023 | с  | Голдберги                                                       | The Goldbergs                                  | Дана Колдуэлл              |
| 2014      | ф  | Пересмешник                                                     | Mockingbird                                    | друг Джейкоба              |
| 2015      | с  | Убийство первой степени                                         | Murder in the First                            | Дэйзи                      |
| 2015      | с  | Готэм                                                           | Gotham                                         | Сильвер Сент Клауд         |
| 2016      | с  | Пожарные Чикаго                                                 | Chicago Fire                                   | Лорел                      |
| 2017      | с  | Я — зомби                                                       | iZombie                                        | Уинслоу Сатклифф           |
| 2017—2019 | с  | Одарённые                                                       | The Gifted                                     | Лорен Стракер              |
| 2019      | с  | Рассвет апокалипсиса                                            | Daybreak                                       | Мавис                      |
| 2019—2020 | с  | Расскажи мне сказку                                             | Tell Me a Story                                | Эшли Роуз Пруитт           |
| 2020—2021 | с  | Бескрайнее небо                                                 | Big Sky                                        | Даниэль Салливан           |
| 2023      | мф | Лига Справедливости и Руби: Супергерои и охотники. Часть первая | Justice League x RWBY: Super Heroes & Huntsmen | Чудо-женщина / Диана Принс |
| 2023      | ф  | Кладбище домашних животных: Кровные узы                         | Pet Sematary: Bloodlines                       | Норма                      |
| 2024      | с  | Шугар                                                           | Sugar                                          | Рэйчел Кэй                 |
| 2024      | ф  | Парни с татуировками                                            | Marked Men                                     | Кора Льюис                 |
|           | ф  | Хэллоуинский магазин                                            | Halloween Store                                | Эми Харпер                 |

## Награды и номинации
| Год  | Награда                | Категория                                                     | Номинация за | Результат | Примечания   |
| ---- | ---------------------- | ------------------------------------------------------------- | ------------ | --------- | ------------ |
| 2018 | Премия «Молодой актёр» | Лучшая женская роль в телесериале - ведущая актриса-подросток | Одарённые    | Номинация | [ 9 ] [ 10 ] |